# Domino Verlag
Der Domino Verlag Günther Brinek GmbH mit Sitz in München war ein Herausgeber von pädagogischen Zeitschriften für Kinder und Lehrer. 1964 gründete Verleger Günther Brinek den Domino Verlag. Mitbegründer und Förderer waren unter anderem James Krüss, Hellmut von Cube, Juliane Metzger und Jella Lepman. Schwerpunkt des Domino Verlags ist neben Kinder- und Jugendbüchern, Ratgeberbüchern für Eltern und Lehrer die Produktion von Kinder- und Jugendzeitschriften, die er in enger Zusammenarbeit mit dem Bayerischen Lehrer- und Lehrerinnenverband und dem Verband Bildung und Erziehung verlegt. Wegen zurückgehender Abonnentenzahlen stellte der Verlag den Betrieb am 31. Dezember 2018 ein.
Im Verlag erschienen unter anderem: 
- Flohkistchen, eine Kinderzeitschrift für Vorschulkinder
- Flohkiste, eine Kinderzeitschrift für die Grundschule
- floh!, ein Magazin für Kinder ab der 5. Klasse
- O!KAY!, eine englische Zeitschrift „vom Floh“ mit Hör-CD
- ich TU WAS!, ein Magazin für kleine Naturforscher mit Ausgaben ab der ersten Klasse
- FLOHs Ideenkiste, eine Zeitung für Lehrer
- Praxisheft, mit pädagogisch aufgearbeiteten Informationen und Materialien zu aktuellen Themen